# Ve jménu pokroku
Ve jménu pokroku (v anglickém originále Progress) je v pořadí patnáctá epizoda první sezóny seriálu Star Trek: Stanice Deep Space Nine.

## Příběh
S pomocí Federace chce Bajor využít energii z jádra jednoho ze svých měsíců k výrobě potřebné elektřiny. Negativním vedlejším účinkem je produkce plynu smrtícího pro humanoidy, a tak dochází k evakuaci obyvatel měsíce. Několik posledních však odmítá místo opustit, proto se tam major Kira Nerys vydává věc prošetřit.
Kira nachází starce Mulliboka a jeho dva němé pomocníky, kteří odmítají odejít. Mullibok se tvrdohlavě vyhýbá tématu evakuace, nabízí Kiře večeři na rozloučenou, a i přes jeho tvrdohlavost si ho Kira postupně oblíbí. Mullibok tvrdí, že chce zemřít zde, na tomto měsíci, kam uprchl před Cardassiany během okupace Bajoru. Během rozhovoru donutí Kiru přiznat, že Bajorané vyhnali Cardassiany, protože byli fanaticky zarputilí, což má být analogie jeho situace.
Po návratu na Deep Space Nine informuje Kira komandéra Siska a ministra Torana, že Mullibok a jeho lidé odmítají odejít. Toran rozhodne, že budou muset být z planety transportováni. Kira přirovná jeho chování ke Cardassianům, čímž odhalí svou náklonnost k Mullibokovi a také popudí oba nadřízené. Toran jí nařídí evakuovat Mulliboka a pošle ji zpět na měsíc se dvěma vojáky. Kira se dál snaží přesvědčit Mulliboka argumenty. Vojáci se vrhnou na Mullibokovy pomocníky, což ho rozčílí a vrhne se na jednoho vojáka, druhý ho postřelí. Přijíždí doktor Bashir, aby se postaral o zraněného Mulliboka, pomocníci jsou mezitím evakuováni.
Když se Mullibok probudí, řekne Kiře, že promeškala příležitost ho transportovat, když byl v bezvědomí a dál trvá na tom, že neodejde. Kira pak pošle Bashira zpět na stanici. Sisko navrhne, aby Bashir navrhl, že má Kira zůstat na měsíci ještě pár dní z humanitárních důvodů. Později na místo přilétá Sisko a stranou mluví s Kirou. Řekne jí, že nechce nového prvního důstojníka. A že zatímco o osudu Mulliboka již bylo rozhodnuto, o jejím ještě ne.
Ráno Mullibok dokončí pec, kterou stavěl předchozí dny, a Kira mu řekne, že když dokončil práci, může odejít. On stále odmítá. Kira zničí pec a zapálí jeho dům. Mullibok řekne Kiře, že dala přednost uniformě před ním a ať ho zastřelí, protože když opustí měsíc, stejně zemře. Kira odvětí, že ho zemřít nenechá a oba se transportují na runabout.

## Zajímavosti
- Konec děje je podobný tomu, který měla epizoda „Vlastnosti velitele“ seriálu Star Trek: Nová generace. Zatímco zde Kira zničila Mullibokovi pec a dům, ve druhé epizodě nadporučík Dat zničil vodovod, aby donutil obyvatele k odchodu.
- Poprvé je v tomto seriálu vysvětleno, že Bajorané uvádějí na prvním místě příjmení a na druhém křestní jméno. Nerys je tedy křestní jméno a Kira je příjmení.